# Anthony Norris
Anthony "Tony" Norris (6 de junio de 1963), más conocido por su nombre en el ring, Ahmed Johnson, es un ex luchador profesional estadounidense. Es conocido por su carrera en la World Wrestling Federation, que duró desde octubre de 1995 hasta febrero de 1998. Fue en una ocasión Campeón Intercontinental de la WWF y el primer afroamericano en poseer el título.

## Campeonatos y logros
- Pro Wrestling Illustrated
  - Situado en el N°5 en los PWI 500 de 1996[4]
  - Situado en el N°380 en los PWI 500 de 2003
  - PWI Most Improved Wrestler of the Year (1996)[3]

- United States Wrestling Association
  - USWA Unified World Heavyweight Championship (1 vez)[5][6]

- World Wrestling Federation
  - WWF Intercontinental Championship (1 vez)[7]
  - Kuwait Cup (1996)[8]
  - Slammy Award for New Sensation of the Squared Circle (1996)